# Faiq Bolkiah
Faiq Bolkiah (Los Ángeles, 9 de mayo de 1998) es un futbolista estadounidense, nacionalizado bruneano, que juega en la demarcación de centrocampista para el Ratchaburi F. C. de la Liga de Tailandia.

## Trayectoria
Tras realizar toda su etapa formativa en varios equipos ingleses como el Southampton F. C., Chelsea F. C., Arsenal F. C. y Leicester City F. C., en septiembre de 2020 se marchó a Portugal para tener su primera experiencia profesional con el C. S. Marítimo. Sin embargo, solo llegó a jugar con el filial y el 15 de diciembre de 2021 le rescindieron el contrato. El 24 de diciembre fichó por el Chonburi F. C. de la Liga de Tailandia.

## Selección nacional
Tras jugar en la selección de fútbol sub-19 de Brunéi, la sub-21 y en la sub-23, finalmente hizo su debut con la selección absoluta el 15 de octubre de 2016 en un encuentro de clasificación para la Copa Suzuki AFF 2016 contra Timor Oriental que finalizó con un resultado de 2-1 a favor del combinado bruneano tras los goles de Adi Said y Shafie Effendy para Brunéi, y de Rufino Gama para Timor Oriental.

### Goles internacionales
| # | Fecha                 | Estadio                       | Oponente | Gol | Resultado | Competición                                |
| - | --------------------- | ----------------------------- | -------- | --- | --------- | ------------------------------------------ |
| 1 | 21 de octubre de 2016 | RSN Stadium, Nom Pen, Camboya | Laos     | 3-2 | 4-2       | Clasificación para la Copa Suzuki AFF 2016 |

## Clubes
| Club               | País      | Año       | Partidos | Goles |
| ------------------ | --------- | --------- | -------- | ----- |
| C. S. Marítimo "B" | Portugal  | 2020-2021 | 3        | 0     |
| C. S. Marítimo     | Portugal  | 2020-2021 | 0        | 0     |
| Chonburi F. C.     | Tailandia | 2021-2023 | 32       | 2     |
| Ratchaburi F. C.   | Tailandia | 2023-     | 19       | 2     |